# Lago Njuk
Il lago Njuk (in russo Нюк?; in careliano: Nuokkijärvi) anche: Njukozero, Nokko, Njukka, Sok, Njuko (Нюкозеро, Нокко, Нюкка, Сок, Нюко) è un lago d'acqua dolce di origine tettonica della Russia. Si trova nel Kaleval'skij rajon della Repubblica di Carelia.

## Descrizione
Il lago ha una superficie di 214 km², il bacino idrografico è di 3090 km²; la costa è alta e rocciosa. L'intervallo di oscillazione del livello è di 70 cm ed è coperto di ghiaccio dalla fine di ottobre alla fine di aprile. Ci sono 126 isole sul lago con una superficie totale di circa 10,3 km², le più grandi sono: Torajssari (1,13 km²), Vezansari, Kurčunsari, Papinsari, Keurunsari e Chernesari. Ha 12 immissari, il maggiore è la Kamennaja (lunga 75 km); emissari due piccoli fiumi. Uno di questi, il Chjame è affluente del Čirko-Kem'.
Una vasta area del fondo è occupata da terreni limosi. Nelle baie, la vegetazione acquatica più alta è rappresentata da canneti, equiseti, lenticchie d'acqua.

## Ittiofauna
Il lago è popolato da: coregone, coregone bianco, luccio, pesce persico, Rutilus, abramide, bottatrice e acerina.